# Liste der Baudenkmäler in Frammersbach
Auf dieser Seite sind die Baudenkmäler in dem unterfränkischen Markt Frammersbach zusammengestellt. Diese Tabelle ist eine Teilliste der Liste der Baudenkmäler in Bayern. Grundlage ist die Bayerische Denkmalliste, die auf Basis des Bayerischen Denkmalschutzgesetzes vom 1. Oktober 1973 erstmals erstellt wurde und seither durch das Bayerische Landesamt für Denkmalpflege geführt wird. Die folgenden Angaben ersetzen nicht die rechtsverbindliche Auskunft der Denkmalschutzbehörde.
 Diese Liste gibt den Fortschreibungsstand vom 15. April 2020 wieder und enthält 13 Baudenkmäler.

## Baudenkmäler nach Gemeindeteilen

### Frammersbach
| Lage                                                  | Objekt                                   | Beschreibung | Akten-Nr.             | Bild           |
| ----------------------------------------------------- | ---------------------------------------- | --- | --------------------- | -------------- |
| Kirchberg 10 (Standort)                               | Sühnekreuz                               | Vermauertes Kreuz mit Relief eines Pfluges, Sandstein, bezeichnet „1573“ | D-6-77-129-1 Wikidata | BW             |
| Kirchberg 20 (Standort)                               | Katholische Pfarrkirche St. Bartholomäus | Ehemalige Wehrkirche, Saalkirche mit Satteldach und eingezogener Polygonalapsis aus Sandsteinquadermauerwerk mit Maßwerkfenstern am Langhaus, sowie vorgesetztem verputztem Turm mit Zeltdach, Turm mit gotischem Unterbau 14./15. Jahrhundert und Renaissance-Obergeschoss um 1559, neugotisches Langhaus, Johann Schönmann, 1847–50; mit Ausstattung | D-6-77-129-2 Wikidata | weitere Bilder |
| Kirchberg 20 (Standort)                               | Kirchhofbefestigung                      | Rest der Wehrmauer mit Halbrundturm, Bruchstein, 14./15. Jahrhundert | D-6-77-129-2 Wikidata | BW             |
| Kirchberg 24, 26 (Standort)                           | Ehemaliges Schulhaus                     | Zweigeschossiger Fachwerkbau mit Walmdach über hohem Kellergeschoss, 18. Jahrhundert | D-6-77-129-3 Wikidata | BW             |
| Kirchberg 26 (Standort)                               | Nebengebäude                             | Eingeschossiger Satteldachbau mit Aufzugserker, 18./19. Jahrhundert | D-6-77-129-3 Wikidata | BW             |
| Kirchberg 27 (Standort)                               | Ehemaliges Rathaus                       | Zweigeschossiger Krüppelwalmdachbau mit teilweise verschindeltem Fachwerkobergeschoss über hohem Hanggeschoss, bezeichnet „1771“ | D-6-77-129-4 Wikidata | BW             |
| Kirchberg 27 (Standort)                               | Nebengebäude                             | Zweigeschossiges Fachwerkhaus mit Satteldach, erste Hälfte 19. Jahrhundert, teilweise massiv erneuert | D-6-77-129-4 Wikidata | BW             |
| Kirchberg 40 (Standort)                               | Kellereingang                            | Abgefaster Rundbogen, Sandstein, bezeichnet „1589“ | D-6-77-129-6 Wikidata | BW             |
| Nähe Orber Straße; am Aufgang zum Friedhof (Standort) | Bildstock                                | Mit Tonnendach-Nischenaufsatz und Kreuzbekrönung, Sandstein, 1639 | D-6-77-129-7 Wikidata | BW             |
| Schneidergasse 12 (Standort)                          | Mühle                                    | Sogenannte Senfmühle, mehrteilige Baugruppe an der Lohr, Mühlengebäude, zweigeschossiger Satteldachbau, Erdgeschoss massiv, Obergeschoss Fachwerk, 1686 (dendro.dat.), nach Nordwesten um eine Fensterachse und einem vom First abgeschleppten Dach erweitert, spätes 18. Jh., im Erd- und Obergeschoss Produktionsstätte mit Mühlrad, Mühlen- und Produktionstechnik des späten 19./frühen 20. Jh.; im Südosten Erweiterung der Produktionsstätte, lang gestreckter eingeschossiger massiver Satteldachbau mit hohem Drempel, 1. Hälfte 19. Jh., im Nordwesten zweigeschossiger satteldachgedeckter Zwischenbau, Erdgeschoss massiv, Obergeschoss Fachwerk, verputzt, spätes 18. Jh.; im Nordwesten anschließend Ökonomie, eingeschossiger quergestellter Satteldachbau, 1. Hälfte 19. Jh.; Mühlgraben, im Südwesten Staubecken mit regulierbarem Überlauf, Beton und Gusseisen, 1955/56 erneuert. | D-6-77-129-21         | BW             |
| Wiesener Straße 47 (Standort)                         | Kellereingang                            | Rundbogen mit Abfasungen, Sandstein, bezeichnet „1587“ | D-6-77-129-9 Wikidata | BW             |

### Habichsthal
| Lage                     | Objekt                             | Beschreibung | Akten-Nr.              | Bild           |
| ------------------------ | ---------------------------------- | --- | ---------------------- | -------------- |
| Dorfstraße 20 (Standort) | Katholische Pfarrkirche St. Thekla | Saalkirche mit eingezogenem Rechteckchor und Walmdach, Giebelreiter mit Zwiebelhaube, unverputztes Sandsteinmauerwerk, barockisierender Heimatstil unter Verwendung der ehemaligen barocken Eingangsseite mit Portal (bezeichnet „1726“) und Figurennische, Johann Adam Rüppel, bezeichnet „1926“; mit Ausstattung | D-6-77-129-13 Wikidata | weitere Bilder |

### Hofraith
| Lage                              | Objekt                   | Beschreibung | Akten-Nr.              | Bild                     |
| --------------------------------- | ------------------------ | --- | ---------------------- | ------------------------ |
| Kreuzberg (Standort)              | Bildstock                | Abgefaster Pfeiler mit kleinem Nischenaufsatz, Sandstein, bezeichnet „1838“ | D-6-77-129-11 Wikidata | BW                       |
| Kreuzberg (Standort)              | Katholische Kreuzkapelle | Saalkirche mit eingezogenem Dreiseitchor und Dachreiter mit Haubendach, Putzfassade mit sparsamen Sandsteingliederungen, gotisch, 15./16. Jahrhundert, Umbau bezeichnet „1681“; mit Ausstattung | D-6-77-129-12 Wikidata | Katholische Kreuzkapelle |
| Unteres Hofreither Tal (Standort) | Kreuz                    | Sandstein, bezeichnet „1843“, Querbalken und Metallcorpus, 20. Jahrhundert | D-6-77-129-10 Wikidata | BW                       |
| Wiesener Straße 111 (Standort)    | Wohnhaus                 | Zweigeschossiges giebelständiges Fachwerkhaus über Hanggeschoss mit Satteldach und abgeschlepptem zweigeschossigem Fachwerkanbau, 1707, Anbau 19. Jahrhundert                                   | D-6-77-129-14 Wikidata | BW                       |
| Wiesener Straße 111 (Standort)    | Fachwerkscheune          | Um 1730, Dach verändert | D-6-77-129-14 Wikidata | BW                       |

### Schwartel
| Lage                        | Objekt | Beschreibung                                                                | Akten-Nr.             | Bild |
| --------------------------- | ------ | --------------------------------------------------------------------------- | --------------------- | ---- |
| Schwartler Tal 3 (Standort) | Kreuz  | Mit profilierten Kanten, Sandstein, bezeichnet „1847“, Metallcorpus um 1900 | D-6-77-129-8 Wikidata | BW   |

## Ehemalige Baudenkmäler
In diesem Abschnitt sind Objekte aufgeführt, die früher einmal in der Denkmalliste eingetragen waren, jetzt aber nicht mehr. Objekte, die in anderem Zusammenhang also z. B. als Teil eines Baudenkmals weiter eingetragen sind, sollen hier nicht aufgeführt werden. Aktennummern in diesem Abschnitt sind ehemalige, jetzt nicht mehr gültige Aktennummern.

| Lage                                 | Objekt | Beschreibung                              | Akten-Nr.             | Bild |
| ------------------------------------ | ------ | ----------------------------------------- | --------------------- | ---- |
| Frammersbach Kirchberg 40 (Standort) | Kreuz  | Mit Corpus, Holz, 17. Jahrhundert (Kopie) | D-6-77-129-5 Wikidata | BW   |